# マクシム・クレシー
- マキシム・クレッシー

マクシム・クレシー（Maxime Cressy; 1997年5月8日 - ）は、フランス系アメリカ人の男子プロテニス選手。身長198cm、体重84kg。右利き、バックハンドは両手打ち。ランキング自己最高位はシングルス33位・ダブルス67位。

## 選手経歴

### ジュニア時代
フランスのパリ出身で、母親は元NCAAのバレーボールプレイヤー。4歳のときに壁打ちでテニスを始めた。12歳からブルリにあるFTT下で養成。
高校3年生時に母親の提案でアメリカのテニスアカデミーに編入し、カリフォルニア大学ロサンゼルス校に進学。しかし、新入当時のマクシムは背の大きさを生かしたフラットサーブしか取り柄のないプレーヤーで、チームメイトとの試合ではゲームすらほとんど取れていなかった。そこで、キックサーブやストロークなどプレーに幅を持たせることや、ボレーを主体とするプレースタイルの確立を2年半かけて行うと、4年生時にはUCAAシングルスランキングで17位、ダブルスで1位になるまで成長。特にダブルスではNCAAの公式戦で26戦無敗で優勝。2018年にアメリカ国籍を取得。

### 2019年 プロ転向
また大学在学中、2019年1月に行われたコロンバス・チャレンジャーのダブルスでチャレンジャー初優勝、翌月のクリーブランド・チャレンジャーでシングルスで初優勝を挙げた。2019年に大学卒業とともにプロへ転向する。プロ転向後は主にシングルスで大会に出場している。

### 2020年 グランドスラム初勝利
2020年全米オープンでワイルドカードとしてグランドスラム本戦デビュー。1回戦でコバリクを3-1で下しGS本戦初勝利を挙げた。2回戦で第4シードのチチパスと対戦し0-3で敗れた。

### 2021年 トップ150入り
2021年全豪オープンでは1回戦のダニエル太郎を3-0で下し勝利したが、2回戦は第6シードのズベレフに0-3で敗れた。
同年の全仏とウィンブルドンは予選落ちとなったが、全米オープンは予選を勝ち抜き本戦進出。1回戦で第9シードのカレーニョ・ブスタをフルセットタイブレークの末下す金星を挙げた。2回戦はバシラシビリに0-3で敗れた。翌月のインディアンウェルズで予選を勝ち抜きマスターズ本戦デビュー。1回戦でジェレを2-1下す。2回戦第11シードのシュワルツマンを相手に、ファイナルセット5-4, 40-15の2マッチポイントのところまで追い込むも、ここから3ゲームを連取され逆転負けを喫した。

### 2022年 ツアー初優勝
1月、全豪前哨戦にあたるメルボルン・サマーセット1で予選を勝ち抜き本戦入りすると、1回戦のヒジカタを2-0、2回戦第2シードのオペルカを2-1で下す。続く準々決勝のムナールを2-0、準決勝第3シードディミトロフも2-0で下し、ATPツアーで初めて決勝に進出した。決勝では第1シードのナダルに0-2で敗れ準優勝となった。この大会によってランキングが112位から75位に上昇、TOP100入りを果たす。
同月の全豪オープンでは、1回戦のイズナーにフルセットの末勝利。続く2回戦のマハーチを3-1、3回戦のオコネルも3-1で下した。

## 人物
サーブアンドボレーやチップアンドチャージなど、ボレーを主体とするプレースタイル。サーブは最速で135mph (217km/h)ほどで、ファーストサーブとセカンドサーブで球速差があまりなく、時にはセカンドの方が速いときもある。得意サーフェスはグラス、好きな大会はニューポート。
憧れの選手はピート・サンプラス。
好きなスポーツチームはパリサンジェルマン、好きな選手はクリスティアーノ・ロナウド。
自身のアピールポイントとして根気強さ、ウィークポイントとして自己中心的であることを挙げている。

## 成績
略語の説明
| W | F | SF | QF | #R | RR | Q# | LQ | A | Z# | PO | G | S | B | NMS | P | NH |

W=優勝, F=準優勝, SF=ベスト4, QF=ベスト8, #R=#回戦敗退, RR=ラウンドロビン敗退, Q#=予選#回戦敗退, LQ=予選敗退, A=大会不参加, Z#=デビスカップ/BJKカップ地域ゾーン, PO=デビスカップ/BJKカッププレーオフ, G=オリンピック金メダル, S=オリンピック銀メダル, B=オリンピック銅メダル, NMS=マスターズシリーズから降格, P=開催延期, NH=開催なし.

### シングルス
| 大会           | 2019 | 2020 | 2021 | 2022 | 通算成績 |
| -------------- | ---- | ---- | ---- | ---- | -------- |
| 全豪オープン   | A    | Q1   | 2R   | 4R   | 4-2      |
| 全仏オープン   | A    | Q1   | Q1   | 1R   | 0-1      |
| ウィンブルドン | A    | NH   | Q3   | 2R   | 1-1      |
| 全米オープン   | Q1   | 2R   | 2R   |      | 2-2      |
| 年別           | 0–0  | 1–1  | 2-2  | 4-3  | 5-4      |

### 大会最高成績
| 大会                 | 成績 | 年         |
| -------------------- | ---- | ---------- |
| ATPファイナルズ      | A    | 出場なし   |
| インディアンウェルズ | 2R   | 2021, 2023 |
| マイアミ             | 2R   | 2023       |
| モンテカルロ         | 1R   | 2022, 2023 |
| マドリード           | 1R   | 2022, 2023 |
| ローマ               | 1R   | 2023       |
| カナダ               | 2R   | 2022       |
| シンシナティ         | 1R   | 2022       |
| 上海                 | A    | 出場なし   |
| パリ                 | 2R   | 2022       |
| オリンピック         | A    | 出場なし   |
| デビスカップ         | A    | 出場なし   |
| ATPカップ            | A    | 出場なし   |

## ATPツアー決勝進出結果

### シングルス: 0勝1敗
| 大会グレード別                  |
| グランドスラム (0–0)            |
| ATPファイナルズ (0–0)           |
| ATPツアー・マスターズ1000 (0–0) |
| ATPツアー500 (0–0)              |
| ATPツアー250 (0–1)              |

| サーフェス別 |
| ハード (0-1) |
| クレー (0–0) |
| グラス (0–0) |

| 結果   | No. | 決勝日    | 大会        | サーフェス | 対戦相手           | スコア        |
| ------ | --- | --------- | ----------- | ---------- | ------------------ | ------------- |
| 準優勝 | 1.  | 2022年1月 | メルボルン1 | ハード     | ラファエル・ナダル | 6-7(6-8), 3-6 |

## ATPチャレンジャー・ITFワールドテニスツアー決勝

### シングルス: 5勝6敗
| 大会グレード別                   |
| -------------------------------- |
| ATPチャレンジャーツアー (3勝4敗) |
| ITFワールドテニスツアー (2勝2敗) |

| サーフェス別        |
| ------------------- |
| ハード (5勝4敗)     |
| クレー (0戦)        |
| グラス (0戦)        |
| カーペット (0勝2敗) |

| 結果   | 勝-敗 | 日時       | 大会                | サーフェス        | 対戦相手                     | スコア                  |
| ------ | ----- | ---------- | ------------------- | ----------------- | ---------------------------- | ----------------------- |
| 準優勝 | 0–1   | 2018年9月  | F25, ラグーナニゲル | ハード            | ブランドン・ナカシマ         | 4–6, 4–6                |
| 準優勝 | 0–2   | 2018年12月 | F34, ウェーコ       | ハード (屋内)     | ミハエル・ヘールツ           | 2–6, 6–4, 4–6           |
| 優勝   | 1–2   | 2018年12月 | F35, タラハシー     | ハード (屋内)     | ライアン・ペニストン         | 6–4, 7–6(7–4)           |
| 優勝   | 2–2   | 2019年2月  | クリーブランド      | ハード (屋内)     | ミケール・トーペゴー         | 6–7(4–7), 7–6(8–6), 6–3 |
| 優勝   | 3–2   | 2019年6月  | M25, タルサ         | ハード            | サム・リフィス               | 6–3, 6–1                |
| 準優勝 | 3–3   | 2019年10月 | イスマニン          | カーペット (屋内) | ルカーシュ・ラツコ           | 3–6, 0–6                |
| 優勝   | 4–3   | 2020年2月  | ドラモンドビル      | ハード (屋内)     | アーサー・リンダークネッシュ | 6–7(4–7), 6–4, 6–4      |
| 準優勝 | 4–4   | 2020年3月  | カルガリー          | ハード (屋内)     | アーサー・リンダークネッシュ | 6–3, 6–7(5–7), 4–6      |
| 準優勝 | 4–5   | 2021年11月 | エッケンタール      | カーペット (屋内) | ダニエル・マズーア           | 4–6, 4–6                |
| 準優勝 | 4–6   | 2021年11月 | オルティゼーイ      | ハード (屋内)     | オスカー・オッテ             | 6–7(5–7), 4–6           |
| 優勝   | 5–6   | 2021年11月 | フォルリ            | ハード (屋内)     | マティアス・バッヒンガー     | 6–4, 6–2                |

### ダブルス: 13勝1敗
| 大会グレード別                    |
| --------------------------------- |
| ATPチャレンジャーツアー (2勝1敗)  |
| ITFワールドテニスツアー (11勝0敗) |

| サーフェス別        |
| ------------------- |
| ハード (13勝0敗)    |
| クレー (0戦)        |
| グラス (0戦)        |
| カーペット (0勝1敗) |

| 結果   | 勝-敗 | 日時       | 大会                    | サーフェス        | パートナー                 | 対戦相手                                          | スコア             |
| ------ | ----- | ---------- | ----------------------- | ----------------- | -------------------------- | ------------------------------------------------- | ------------------ |
| 優勝   | 1–0   | 2017年8月  | F2, ミンスク            | ハード            | ユーゴ・アンベール         | Ivan Liutarevich Vadym Ursu                       | 4–6, 6–3, [10–5]   |
| 優勝   | 2–0   | 2018年7月  | F19, ウィチタ           | ハード            | ブランドン・ホルト         | ハンター・ジョンソン イェイツ・ジョンソン         | 3–6, 6–2, [10–6]   |
| 優勝   | 3–0   | 2018年7月  | F20, シャンペーン       | ハード            | Martin Joyce               | Charlie Emhardt Alfredo Perez                     | 6–3, 6–2           |
| 優勝   | 4–0   | 2018年7月  | F21, ディケーター       | ハード            | Martin Joyce               | ニコラス・マイスター キーガン・スミス             | 4–6, 6–2, [10–2]   |
| 優勝   | 5–0   | 2018年9月  | F26, ファウンテンバレー | ハード            | アレクサンデル・コズビノブ | Alec Adamson Conor Berg                           | 6–2, 6–2           |
| 優勝   | 6–0   | 2018年10月 | F27, ヒューストン       | ハード            | ニコラス・マイスター       | ジョン・ポール・フルテーロ ベルナルド・サライヴァ | 7–5, 6–3           |
| 優勝   | 7–0   | 2018年10月 | F28, ハーリンジン       | ハード            | ニコラス・マイスター       | ジョン・ポール・フルテーロ ロニー・シュナイダー   | 6–4, 6–2           |
| 優勝   | 8–0   | 2018年10月 | F28B, ウェーコ          | ハード            | ニコラス・マイスター       | ジョン・ポール・フルテーロ ダニー・トーマス       | 6–1, 6–4           |
| 優勝   | 9–0   | 2018年12月 | F34, ウェーコ           | ハード (屋内)     | ニコラス・マイスター       | Vasile-Alexandru Ghilea Robert Kelly              | 7–6(7–2), 7–6(9–7) |
| 優勝   | 10–0  | 2019年1月  | M25, ロサンゼルス       | ハード            | アレクサンデル・コズビノブ | ルイス・パティーニョ エミリオ・ゴメス             | 6–4, 6–2           |
| 優勝   | 11–0  | 2019年1月  | コロンバス              | ハード (屋内)     | ベルナルド・サライヴァ     | ロバート・ギャロウェイ ナサニエル・ラモンズ       | 7–5, 7–6(7–3)      |
| 優勝   | 12–0  | 2019年6月  | M25, タルサ             | ハード            | ベルナルド・サライヴァ     | マーティン・レドリッキー エバン・ジュー           | 6–2, 3–6, [10-8]   |
| 準優勝 | 12–1  | 2019年10月 | イスマニン              | カーペット (屋内) | ジェームズ・セレターニ     | カンタン・アリス トリスタン・ラマジーヌ           | 3–6, 5–7           |
| 優勝   | 13–1  | 2019年10月 | ハンブルク              | ハード (屋内)     | ジェームズ・セレターニ     | ケン・スカプスキー ジョン＝パトリック・スミス     | 6–4, 6–4           |